# Бличер-Тофт, Жанна
Жанна Бличер-Тофт (фр. Janne Blichert-Toft) — французский геохимик. Занимается исследованием изотопов применительно к изучению эволюции Земли. Разработала методы высокоточных изотопных измерений. Является пионером применения изотопов гафния для изучения эволюции Земли и планет Солнечной системы.

## Биография
Альма-матер Бличер-Тофт — Университет Копенгагена. Также посетила с образовательными целями США. Получила Ph.D (1993, науки о земле) в Копенгагене.
Работала в Национальном центре научных исследований (CNRS) и в Высшей нормальной школе Лиона в Лионе.
Супруг - геохимик Francis Albarède.

## Публикации
Под её редакцией вышли в свет работы:
- G-Cubed (Geochemistry, Geophysics, Geosystems)
- Geochemical Perspectives

## Награды
- 2001 — бронзовая медаль CNRS
- 2005 — приз Этьенна Рота (en:Étienne Roth)
- 2010 — медаль Высшей нормальной школы Лиона
- 2012 — серебряная медаль CNRS
- 2015 — медаль Стено[2]
- 2018 — Медаль Мурчисона